# Museo Pitt Rivers
El Museo Pitt Rivers es un museo que expone las colecciones arqueológicas y antropológicas de la Universidad de Oxford. Está ubicado al este del Museo de Historia Natural de la Universidad de Oxford y solo puede accederse a él a través de este edificio.
Fue fundado en 1884 por el general Augustus Pitt Rivers, quien donó su colección a la Universidad de Oxford con la condición que fuera nombrado un lecturer permanente en Antropología. El equipo del Museo participa en la enseñanza de la Arqueología y la Antropología en la Universidad de Oxford hasta el día de hoy. 

## Colección

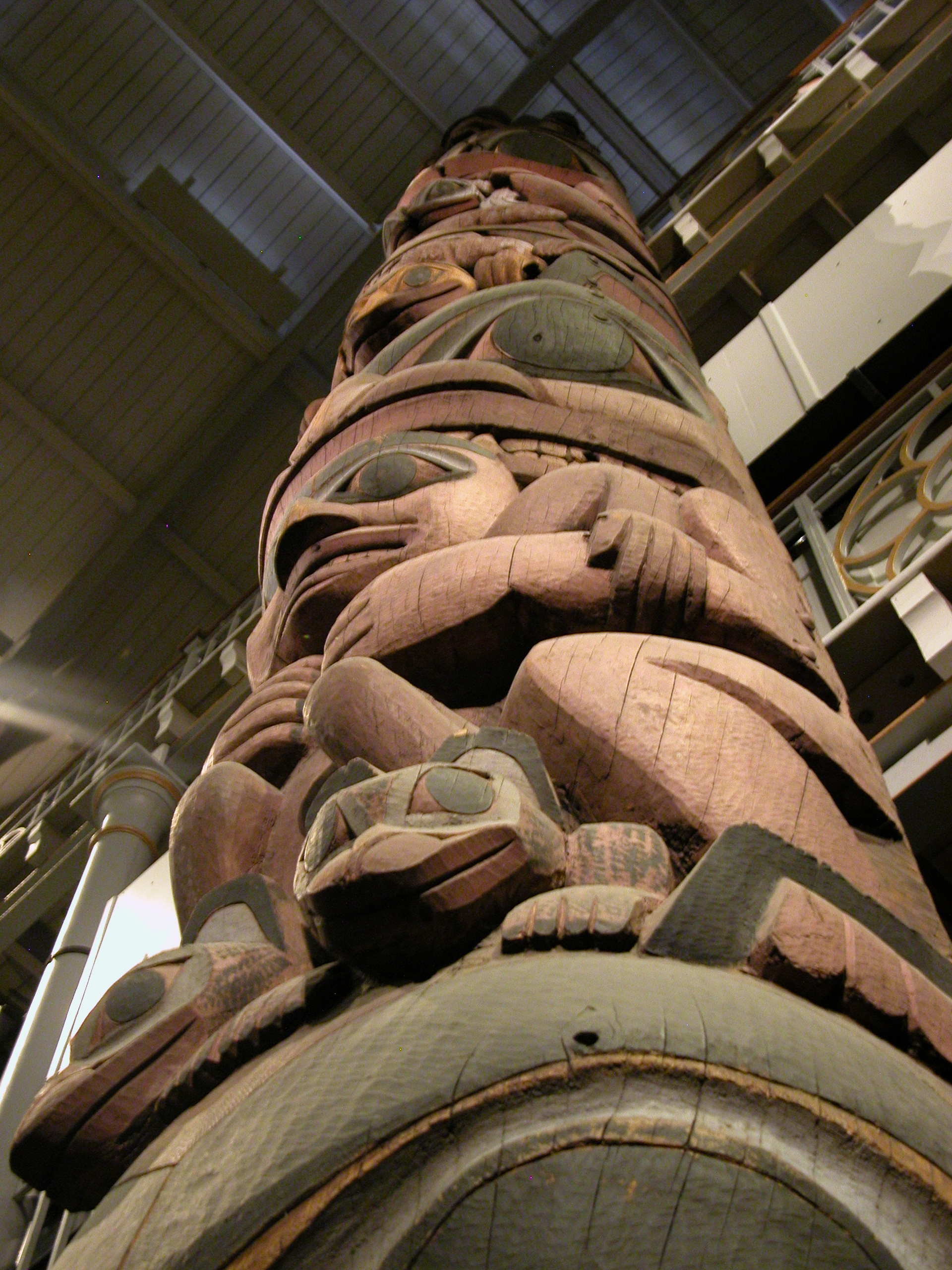
Tótem de la colección del Museo.

La donación original consistía en aproximadamente 20.000 objetos, colección que actualmente ha crecido hasta reunir 500.000 ítems, muchos de los cuales han sido donados por viajeros, académicos y misioneros.
La colección del Museo está ordenada temáticamente, según la forma en que fueron usados los objetos, más que por su época o lugar de origen. Esta presentación se debe a las teorías del general Pitt Rivers, quien intentó con su colección mostrara el progreso en el diseño y la evolución en la cultura humana desde lo simple hasta lo complejo. Si bien este enfoque evolucionista sobre la cultura material no es más aceptado en la Arqueología o la Antropología, el Museo ha preservado su organización original. Así, la exhibición de muchos ejemplos de un tipo particular de herramienta o artefacto, que muestran las variaciones históricas y regionales, es una característica inusual y distintiva de este museo.
El Museo cuenta con una gran cantidad de objetos en exhibición y las exposiciones son cambiadas a menudo.

## Desarrollo

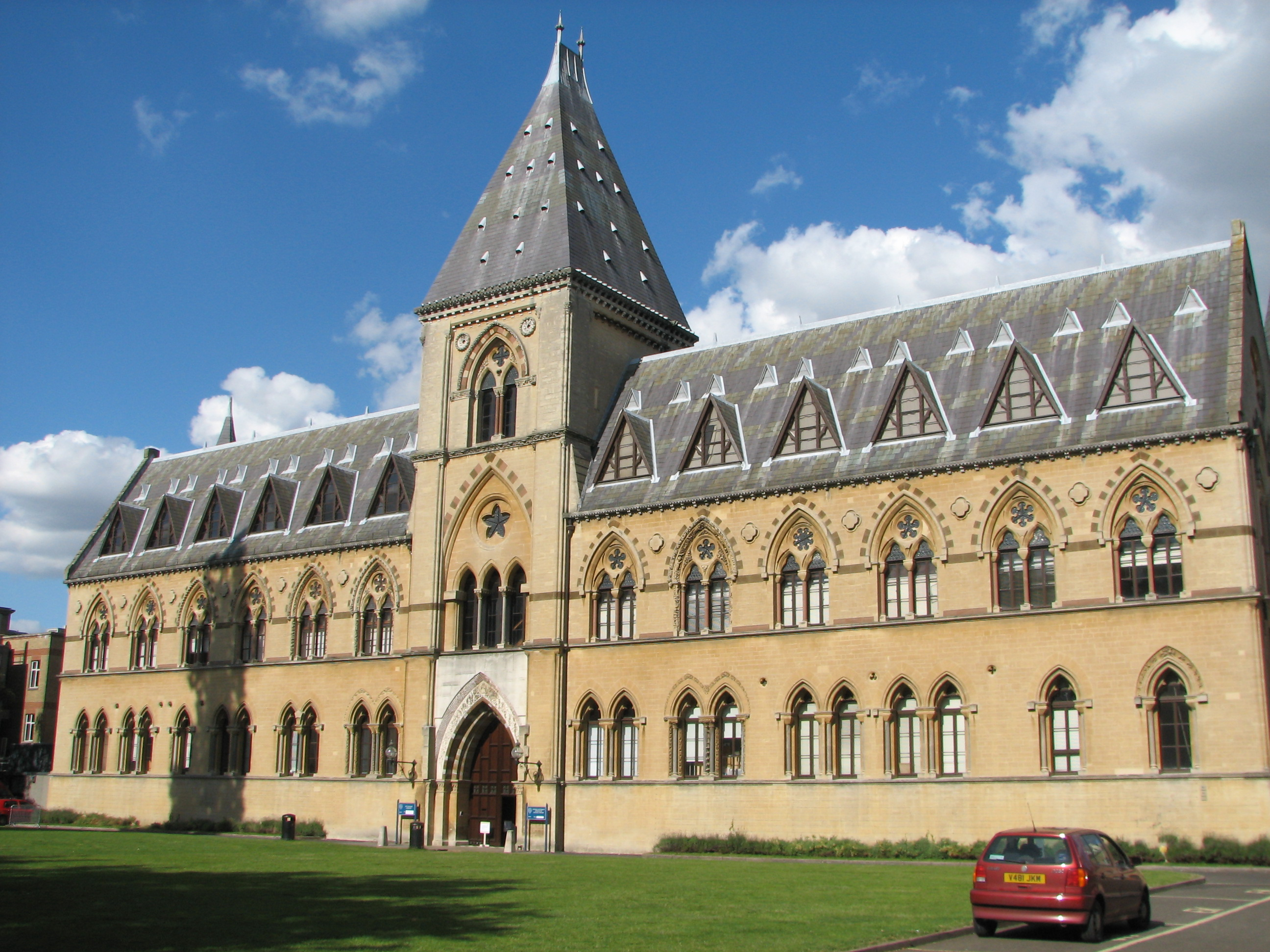
El Museo de Historia Natural de Oxford y el Museo Pitt Rivers.

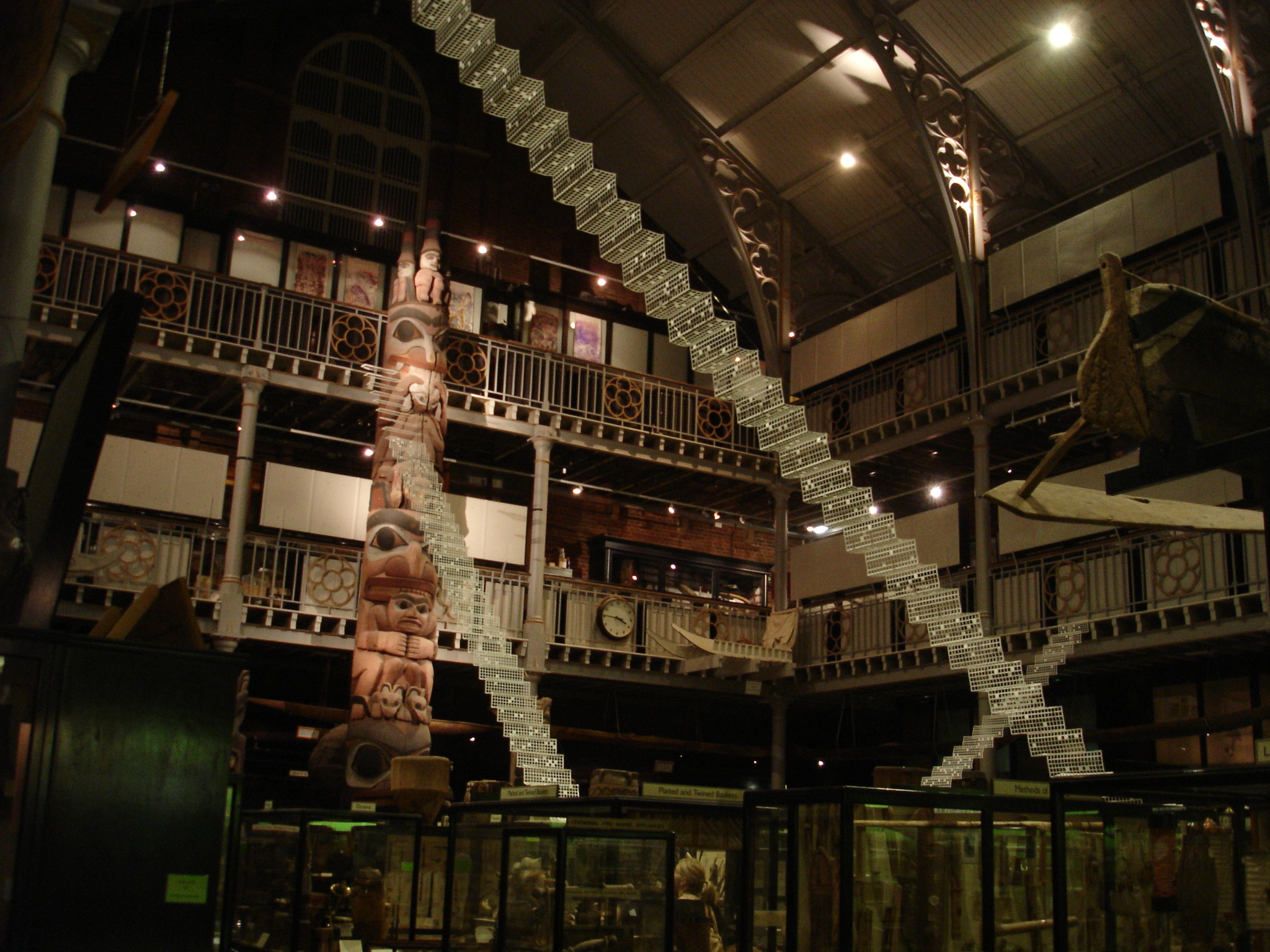
Vista del interior del Museo.

En 2004, el Museo recibió £ 3.700.000 del Higher Education Funding Council for England (HEFCE) para construir un anexo de investigación adjunto al museo. La construcción del edificio estuvo lista en 2007, con lo que fue posible que el equipo académico del museo regresara al sitio. Además, esta inversión proporcionó un laboratorio de conservación de los especímenes. Este nuevo anexo no ha afectado la apariencia victoriana del Museo.
La segunda fase del desarrollo del Museo comenzó el 7 de julio de 2008, cuando fue necesario cerrar el museo y las galerías. El Museo reabrió el 1 de mayo de 2009, tras haberse desmantelado la exhibición de 1960. El nuevo proyecto restauró la vista original de entrada del Museo. Asimismo, se construyó una nueva plataforma de entrada que permite a los visitantes ingresar al mismo nivel que al Museo de Historia Natural. Además, se ha mejorado el acceso para los visitantes discapacitados. La plataforma de ingreso también dispone de una tienda y áreas de recepción. Finalmente, se instaló un sistema de control medioambiental.

## Reconocimientos
El Museo Pitt Rivers, junto con el Museo de Historia Natural de la Universidad de Oxford, ganó el premio al Museo más amigable para la Familia, otorgado el año 2005 por el periódico The Guardian.